# Sallah – oder: Tausche Tochter gegen Wohnung
Sallah – oder: Tausche Tochter gegen Wohnung (hebräisch סאלח שבתי) ist ein israelischer Spielfilm von Ephraim Kishon aus dem Jahr 1964.

## Handlung
Der von dem 29-jährigen Chaim Topol gespielte jemenitische Jude Sallah Shabati wandert mit seiner kinderreichen Familie nach Israel ein. Der Familie wird eine Neubauwohnung versprochen, sie muss aber in einer winzigen Baracke in einem Übergangslager hausen. Sallah, der über seine Familie wie ein König herrscht, lässt seine Kinder arbeiten und spielt derweil Schesch Besch mit seinem Nachbarn. Aus seinem Hilfsarbeiterjob wird er wegen geradezu subversiven Sabotageakten entlassen. Sallah ist auf sympathische Weise zugleich rückständig, verschlagen und trottelig. Die Familie muss sich erst in den durch die europäische Kultur geprägten israelischen Verhältnissen zurechtfinden. Sie erreicht dies, indem sie deren Bräuche gegen sie selbst verwendet. Der Kulturgegensatz führt zum Konflikt, als ein mittelloser Kibbuznik, gespielt vom Sänger Arik Einstein, die Tochter Sallahs ehelichen will und von seinem Kollektiv, dem Kibbuz, das Brautgeld fordert, das er dem Vater der Braut bezahlen muss, damit der der Hochzeit zustimmt. Dieses soll schließlich aus dem Tier-Etat des Kibbuz bereitgestellt werden.

## Bewertung
Der Film, der mit minimaler Ausrüstung und ebenso geringem fachlichem Know-how produziert wurde, begründete den internationalen Erfolg Kishons und Chaim Topols, der später in der Rolle des Milchmanns Tevje in Anatevka Weltruhm erlangte. Dass ein älterer Mann glaubwürdig von einem 29-Jährigen gespielt wurde, erregte und erregt Bewunderung.
Der Film war in Israel vor allem wegen der Darstellung der orientalischen Juden umstritten. Die Figur des Sallah Shabati gilt inzwischen in Israel als Ikone des damals jungen Staates.

### Deutsche Synchronisation
Die deutsche Version des Films hatte bloß bescheidenen Erfolg – die Kritik  bemängelte vor allem die Synchronisation: In der Originalversion spricht der Sepharde Sallah Hebräisch mit arabischem Akzent, was ihn sowohl von den Einwanderern aus Europa als auch von den Sabres ausgrenzt. In der deutschen Synchronisation hingegen spricht Sallah Jiddisch, was den Film erheblich verfremdet. Eine dem Original nähere Übertragung der relevanten Sprachunterschiede galt als undurchführbar.

## Kritiken
„Seinen Kampf mit dem modernen technischen Leben und die Schwierigkeiten des jungen Staates schildert der Film mit liebenswürdiger Selbstkritik. Geistreiche Unterhaltung mit Witz, Humor und glänzenden Darstellern.“

„Israelischer Spielfilm, der in den besten Traditionen des jüdischen Humors wurzelt und in seiner lebendigen und präzisen Komik ein geistreiches Vergnügen ist, sogar schon für Besucher ab 14, denen die Problematik Israels nicht völlig fremd ist.“

## Auszeichnungen
- 3 Kinor David Preise für das beste Drehbuch, den besten Schauspieler und die beste Schauspielerin (1964)
- Nominierung für den Oscar als bester fremdsprachiger Film (1964)
- 2 Golden Gate Awards. First Prize of the San Francisco International Film Festival als bester Film und als bestes Filmskript (1964)
- 2 Golden Globes als hervorragender ausländischer Film und die beste schauspielerische Leistung (1964)
- American Distributors' First Prize für die beste ausländische Regie (1964)
- Auszeichnung der Viennale (1965)